# 伊恩·麥肯吉
伊恩·麥肯吉（Iain McKenzie，1959年4月4日—）是一位蘇格蘭政治人物，他的黨籍是工黨。在2011年至2015年，他擔任因弗克萊德選區選出的國會議員。他出生並成長在格里諾克，曾經在IBM工作。